# Schmetterlingsschnitt

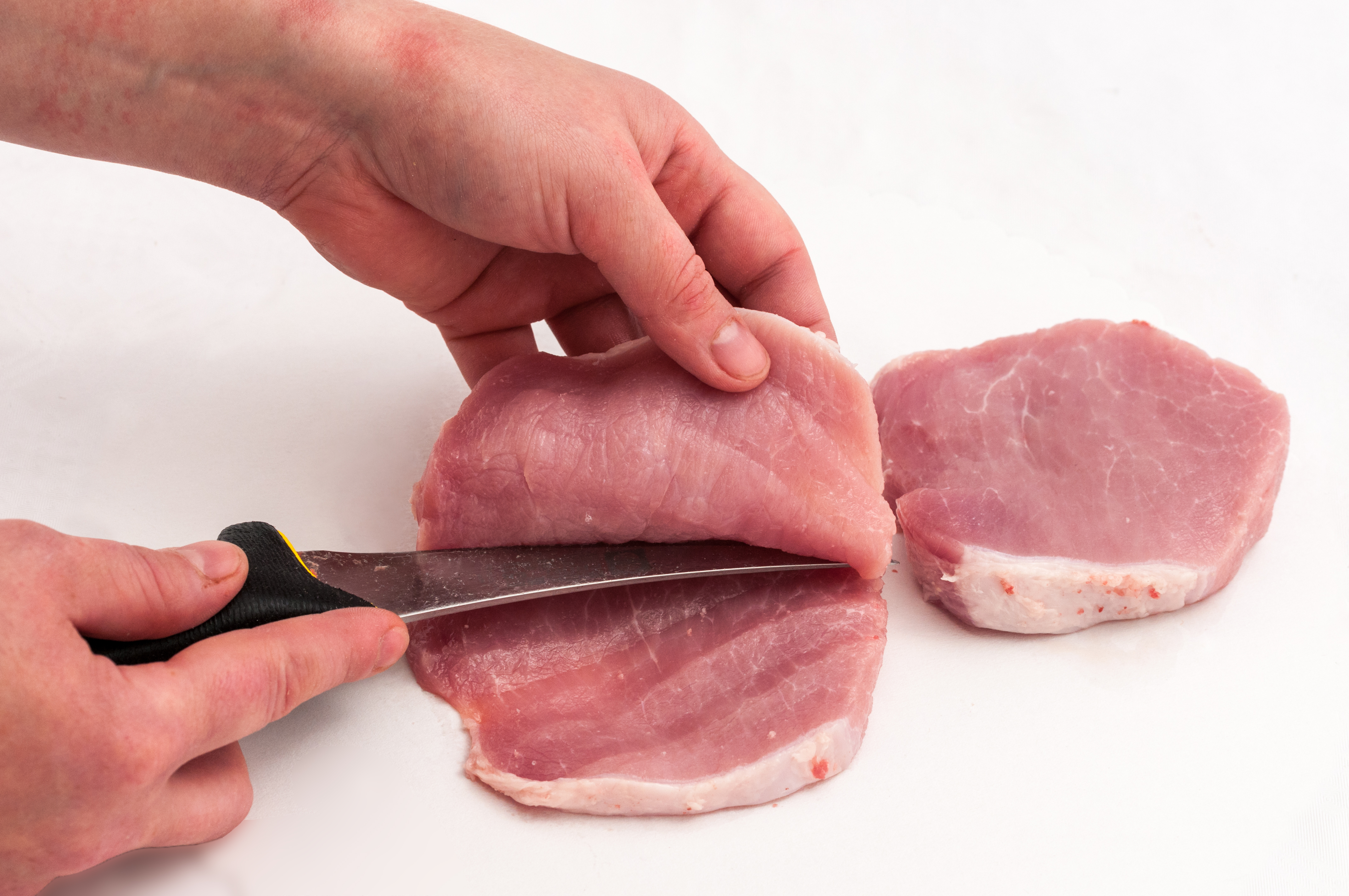
Schmetterlingsschnitt an einem Stück Schweinelachs

Als Schmetterlingsschnitt wird im Fleischerhandwerk und in der Gastronomie eine Technik zum Schneiden von Filets, Steaks und Schnitzel bezeichnet, die besonders große Stücke ergibt.
Dabei wird eine quer zur Faser geschnittene Fleischscheibe von der doppelt gewünschten Stärke auf eine harte Unterlage gelegt, mit der flachen Hand von oben festgehalten und mit einem sehr scharfen Messer waagerecht in zwei gleich dünne Scheiben zerteilt, so dass sie an einer Seite miteinander verbunden bleibt.
An dieser Seite wird von außen ein nur wenige Millimeter tiefer Schnitt entgegengesetzt. Nun kann das Fleischstück zu doppelter Größe auseinandergefaltet werden. Meist wird es anschließend leicht mit dem Fleischklopfer plattiert.
Einfacher ist es, sich das Fleisch schon beim Fleischer derart vorschneiden zu lassen, da der Schmetterlingsschnitt vom ganzen Stück unkomplizierter ist.
Der Schmetterlingsschnitt ist beispielsweise beim Wiener Schnitzel üblich, um eine dünn geschnittene, aber ausreichend große Fleischportion in einem Stück zubereiten zu können. Auch Brathähnchen können im Schmetterlingsschnitt geteilt werden (Spatchcock).